# Chris Rock
Christopher Julius "Chris" Rock III, född 7 februari 1965 i Andrews i South Carolina, är en amerikansk komiker och skådespelare.
Strax efter att Rock föddes flyttade familjen till Brooklyn i New York där han växte upp.
Innan Rock började få filmroller i större utsträckning var han framför allt känd som ståuppkomiker, en komediform som han fortfarande ägnar sig åt. Bernie Mac var hans manager och mentor. Han var med i skådespelarensemblen i sketchprogrammet Saturday Night Live 1990–1993 och låg bakom den populära serien Everybody Hates Chris som visade 2005–2009.
Rock har under sin karriär vunnit fyra Emmy Awards och tre Grammy Awards.

## Filmografi i urval
| År        | Titel                               | Notering |
| --------- | ----------------------------------- | -------- |
| 1987      | Snuten i Hollywood II               |          |
| 1990–1993 | Saturday Night Live                 | TV-serie |
| 1991      | New Jack City                       |          |
| 1992      | Boomerang                           |          |
| 1997      | Vild och galen i Beverly Hills      |          |
| 1998      | Dr. Dolittle                        | Röst     |
| 1998      | Dödligt vapen 4                     |          |
| 1999      | Dogma                               |          |
| 2001      | Osmosis Jones                       | Röst     |
| 2001      | Stjärnor utan hjärnor               |          |
| 2002      | Bad Company                         |          |
| 2002      | Comedian                            |          |
| 2004      | Paparazzi                           |          |
| 2005      | The Aristocrats                     |          |
| 2005      | Benknäckargänget - Krossa dem       |          |
| 2005      | Madagaskar                          | Röst     |
| 2005–2009 | Everybody Hates Chris               | TV-serie |
| 2007      | Mr. Warmth: The Don Rickles Project |          |
| 2007      | Bee Movie                           | Röst     |
| 2008      | Jiddra inte med Zohan               |          |
| 2008      | Madagaskar 2                        | Röst     |
| 2009      | God jul, Madagaskar                 | Röst     |
| 2010      | Grown Ups                           |          |
| 2011–2012 | Louie                               | TV-serie |
| 2012      | 2 dagar i New York                  |          |
| 2012      | What to Expect                      |          |
| 2012      | Madagaskar 3                        | Röst     |
| 2013      | Madly Madagascar                    | Röst     |
| 2013      | Grown Ups 2                         |          |
| 2014      | Top Five                            |          |
| 2014      | Comedians in Cars Getting Coffee    | TV-serie |
| 2021      | Spiral                              |          |
| 2023      | Rustin                              |          |